# Lasermikrofon
Ein Lasermikrofon ist ein Tonabnehmer, der mittels Laserstrahlen Festkörperschwingungen von anvisierten Objekten in elektrische Spannungsimpulse umwandelt. Lasermikrofone können verwendet werden, um Körperschall von Objekten punktgenau und berührungslos zu messen. Zudem besteht die Möglichkeit, über durch Schall in Schwingung versetzte Membranen, zum Beispiel Fensterscheiben, Gespräche in einem Raum zu verfolgen.

## Funktionsweise
Die Festkörperschwingungen des anvisierten Objektes werden über die Entfernungsänderung zwischen dem Reflexionspunkt des Lasers auf dem anvisierten Objekt und dem Lasermikrofon ermittelt. Die Entfernungsmessung per Laser kann dabei über eine Laufzeitmessung von Laserimpulsen, über die Phasenlage oder über Triangulation erfolgen.
Bei normaler Unterhaltungslautstärke sind die Auslenkungen der Luftmoleküle allerdings mit 1 bis 10 nm recht klein (54 dB @1 kHz entspricht 4 nm), getroffene Gegenstände schwingen mit noch geringeren Amplituden.

### Laufzeitmessung
Bei der Laufzeitmessung wird ein Lichtpuls ausgesandt und die Zeit zwischen Absenden und Empfangen des reflektierten Impulses gemessen. Aus der Lichtgeschwindigkeit c, des Brechungsindex {\displaystyle n} und der Signallaufzeit {\displaystyle \Delta t} lässt sich nach folgender Formel der Abstand {\displaystyle l} zwischen Quelle und Objekt ermitteln.
{\displaystyle l={\frac {c\cdot \Delta t}{2\cdot n}}}
Um die durch Körperschallschwingungen verursachten sehr geringen Distanzänderungen messen zu können, ist eine hochexakte Zeitmessung erforderlich. Derzeit sind etwa 3 ps ≙ 1 mm bei 3,6 m Entfernung bei Dunkelheit möglich. Bei 1 kHz entspricht das Schallpegeln von 160 dB.

### Messung über die Phasenlage
Die Phasenverschiebung des reflektierten Laserstrahls oder dessen Modulation gegenüber dem ausgesandten Strahl ist entfernungsabhängig und kann so genutzt werden, um die zurückgelegte Distanz zu ermitteln. Wird die Laserfrequenz selbst zur Überlagerung genutzt, arbeitet das Gerät wie ein Laserinterferometer. Laserinterferometer messen keine absoluten Weglängen, sondern nur die relative Änderung bei Verschiebung des Zieles bzw. eines Referenzspiegels. Beim Verschieben des Spiegels wird die Summe aus ausgesandtem und reflektiertem Strahl periodisch moduliert (Interferenz). Der Vorteil dieser Methoden ist die gegenüber Laufzeitverfahren höhere Auflösung, die mit geringerem messtechnischen Aufwand zu realisieren ist.

### Lasertriangulation

Prinzip der Lasertriangulation

Bei der Lasertriangulation wird ein Laserstrahl (bei geringen Anforderungen auch die Strahlung einer Leuchtdiode) auf das Messobjekt fokussiert und mit einer daneben im Sensor befindlichen Kamera, einer ortsauflösenden Photodiode oder einer CCD-Zeile beobachtet.
Ändert sich die Entfernung des Messobjektes vom Sensor, ändert sich auch der Winkel, unter dem der Lichtpunkt beobachtet wird und damit die Position seines Abbildes auf dem Fotoempfänger. Aus der Positionsänderung wird mit Hilfe der Winkelfunktionen die Entfernung des Objektes vom Laserprojektor berechnet.
Ein Vorteil der Triangulation ist der Umstand, dass es sich um rein trigonometrische Zusammenhänge handelt. Die Messung kann darum kontinuierlich erfolgen und eignet sich damit gut zur Abstandsmessung an bewegten Objekten. Jedoch muss der Beobachtungswinkel ausreichend groß gewählt werden, die gewünschten Festkörperschwingungen messen zu können. Dies schränkt die Reichweite dieser Messmethode in der Praxis stark ein.
Das obige Schema verdeutlicht die Relationen zwischen den verschiedenen Distanzen. Mit Hilfe der Trigonometrie ist es möglich die Distanz {\displaystyle x-x_{0}} aus der gemessenen Distanz {\displaystyle x'-x_{0}'} zu ermitteln:
{\displaystyle \tan \delta ={\frac {x'-x_{0}'}{f}}\to \tan \alpha ={\frac {x_{0}}{D}}}
{\displaystyle x=D\cdot \tan(\alpha +\delta )=D\cdot {\frac {\tan \alpha +\tan \delta }{1-\tan \alpha \cdot \tan \delta }}}
{\displaystyle x=D\cdot {\frac {{\frac {x_{0}}{D}}+{\frac {x'-x_{0}'}{f}}}{1-{\frac {x_{0}}{D}}\cdot {\frac {x'-x_{0}'}{f}}}}}

## Anwendung
Lasermikrofone werden meist bei der Untersuchung oder Überwachung von Maschinen eingesetzt, bei denen über den Körperschall verschiedene Parameter erfasst werden sollen. Beispielsweise kann über den Körperschall auf den Verschleißgrad von Wälzlagern geschlossen werden.
Durch die hohe Präzision der Abstandsmessung ist im Gegensatz zu anderen Schallwandlern die Aufnahme durch ein Lasermikrofon auch aus der Ferne möglich. Aus diesem Grund werden Lasermikrofone manchmal auch von Nachrichtendiensten und selten auch von Detektiven eingesetzt. Zum Verfolgen von Gesprächen in einem Raum wird der Laserstrahl auf eine Membran gerichtet, die durch den aufzunehmenden Schall ausgelenkt wird. Üblicherweise werden Fensterscheiben von Wohnungen oder Autos verwendet. Der Laserstrahl wird vom Fensterglas schwach reflektiert (etwa 4 % bei senkrechtem Einfall). Ist der Einfallswinkel nicht senkrecht, wird der Laserstrahl nur noch durch mikroskopische Unebenheiten und Staubpartikel auf der Scheibe in Richtung des Senders reflektiert, wodurch die Intensität der Reflexion deutlich geringer ist als bei senkrechtem Einfall. Auch mehrfach verglaste Fensterscheiben können die Empfangsqualität durch zusätzliche Reflexionen und Interferenzen herabsetzen. Durch Jalousien oder Rollladen vor der Scheibe kann diese Form der Spionage abgewehrt werden.
Obwohl das Lasermikrofon kein Mikrofon, sondern ein Tonabnehmer ist, hat es dennoch das Problem, dass Erschütterungen (Körperschall) am Lasermikrofon genauso gemessen werden, wie der Körperschall des zu messenden Objektes. Daher muss das Lasermikrofon entweder mechanisch entkoppelt oder störende Frequenzbereiche über Frequenzfilter ausgeblendet werden.